# Rijeka Voćanska
Rijeka Voćanska falu Horvátországban, Varasd megyében. Közigazgatásilag Donja Voćához tartozik.

## Fekvése
Varasdtól 23 km-re nyugatra, községközpontjától Donja Voćától 5 km-re északnyugatra a Zagorje hegyei között fekszik.

## Története
1857-ben 470, 1910-ben 704 lakosa volt. A trianoni békeszerződésig Varasd vármegye Ivaneci járásához tartozott. 2001-ben  a falunak 339 lakosa volt.

## Külső hivatkozások
- Donja Voća község hivatalos oldala
- A község független információs portálja